# El. Venizelos
Die El. Venizelos ist ein im Mittelmeer eingesetztes Fährschiff der Anek Lines.

## Name
Das Schiff wurde nach dem ehemaligen griechischen Premierminister Eleftherios Venizelos benannt.

## Geschichte
Das Schiff wurde ursprünglich als drittes von vier Schiffen für die Stena Line gebaut und sollte als Stena Polonica in Fahrt kommen. Nach Verzögerungen beim Bau kündigte Stena Lines den Vertrag mit der Werft im polnischen Gdynia. Das im Bau befindliche Schiff wurde nach der Stornierung des Vertrags an die Fred. Olsen Line verkauft und in Bonanza umbenannt. Auch sie kündigte den Vertrag. Anschließend kaufte Anek Lines aus Chania das Schiff und ließ es zur Fertigstellung nach Perama überführen. Dort wurde die Fähre nach einigen Planänderungen fertiggestellt. So wurde insbesondere auf eine Bug- und Seitenrampe verzichtet, da diese Infrastrukturen benötigten, die zu jener Zeit in Griechenland noch nicht vorhanden waren. Zudem wurde eine kleine Kapelle für San Nicola eingebaut und eine der Bars in eine luxuriöse „Piano-Bar“ umgebaut.

### Nutzung
Das Schiff verkehrte bis 2001 während der Sommermonate zwischen Triest und Patras und im Winter zwischen Piräus und Kreta. Danach wurde es noch für zwei Jahre auf innergriechischen Verbindungen eingesetzt. Auf der Verbindung nach Italien setzten andere Anbieter mittlerweile Schnellfähren ein, erkauften sich das Recht zur Nutzung des Hafens von Venedig und sorgten somit für Konkurrenz.
Beim G8-Gipfel in Genua 2001 wurde das Schiff als schwimmendes Hotel eingesetzt.
Ab Juni 2004 war das Schiff im Sommer an C.O.TU.NAV verchartert und im Winter wurde es wieder auf der Route Triest-Patras eingesetzt.
Die Fähre diente auch für Kreuzfahrten, etwa 2006 auf der Route Piräus – Chania – Tripolis – Tunis – Málaga – Mallorca – Neapel – Chania – Piräus. 2007 wurde sie nach Tunesien verchartert und fuhr von Juni bis September 2007 zwischen Tunis und Genua/Marseille, anschließend wieder zwischen Piräus und Heraklion. 2008 befuhr sie erneut für drei Monate die Strecke zwischen Tunis und Genua/Marseille, ebenso zwischen Juni und September 2009.
Am 12. August 2015 wurde bekannt, dass die Fähre nach Kos in die östliche Ägäis verlegt werden und als provisorisches Auffanglager für Flüchtlinge dienen soll. Das Schiff traf am 14. August in Kos ein. Ab dem 19. August fuhr es tägliche Flüchtlingstransporte von den Inseln nach Piräus.
In den Sommersaisons 2017 und 2018 fuhr die El. Venizelos die Route Piräus–Chania. Im August 2018 brach an Bord ein Feuer aus.
Ab 2020 war das Schiff im Hafen von Perama in Athen aufgelegt. Für eine Charter bei Blue Star Ferries wurde das Schiff 2023 generalüberholt und am 30. Juni 2023 wieder in den Liniendienst zwischen Piräus und Chania übernommen. Anfang Februar 2024 wurde das Schiff in Elefsis aufgelegt, bevor es ab Mai 2024 wieder zwischen Piräus und Chania eingesetzt wurde. Im Mai 2025 wurde das Schiff mit Kaufoption an die Reederei Algérie Ferries verchartert. Es verkehrt seit Juni 2025 zwischen Oran in Algerien und Marseille in Frankreich bzw. Alicante in Spanien.

## Ausstattung
Das Schiff ist mit den bei griechischen Fähren üblichen Kabinen in acht Klassen ausgestattet. Es verfügt über Zwei-, Drei- und Vier-Bett-Kabinen innen und außen sowie Luxuskabinen mit einem oder zwei Betten. Auf dem Schiff mit zwölf Decks befinden sich ein Casino, Disco, Parfümerie und Kleidergeschäft, Supermarkt und Andenkenladen, Restaurants, Krankenstation, Internetzugang sowie mehrere Bars und Lounges.

## Schwesterschiffe
- Stena Vision
- Stena Spirit
- Regent Sky